# Brackley Town Football Club
Brackley Town Football Club é um clube de futebol de Brackley, Northamptonshire, Inglaterra. Atualmente são membros da National League North, considerada a sexta divisão do futebol Inglês. O Brackley Town manda seus jogos no St. James Park. Em 2018, o clube conquistou a FA Trophy.

## História
Fundado em 1890, o Blackley Town passou grande parte da era pré-Primeira Guerra Mundial na Oxfordshire Senior League. Após a guerra, eles mudaram para a North Bucks &amp; District League, onde permaneceram até a transferência para a Banbury & District League. No entanto, voltaram à North Bucks League em 1974. Em 1977, o clube ingressou na primeira divisão da Liga Helênica. Eles ganharam a Copa Knock-Out da liga em 1982-83, após a qual mudaram para a Divisão Um da Liga dos Condados Unidos em 1983. Venceram a divisão na primeira tentativa, ganhando a promoção à Premier Division. Embora tenham terminado como vice-campeões em 1988-89, na temporada seguinte terminaram em vigésimo, e depois em último lugar na divisão em três temporadas consecutivas entre 1991-92 e 1993-94, o Blackley voltou à Liga Helênica e foi colocado à Primeira Divisão.

## Campo

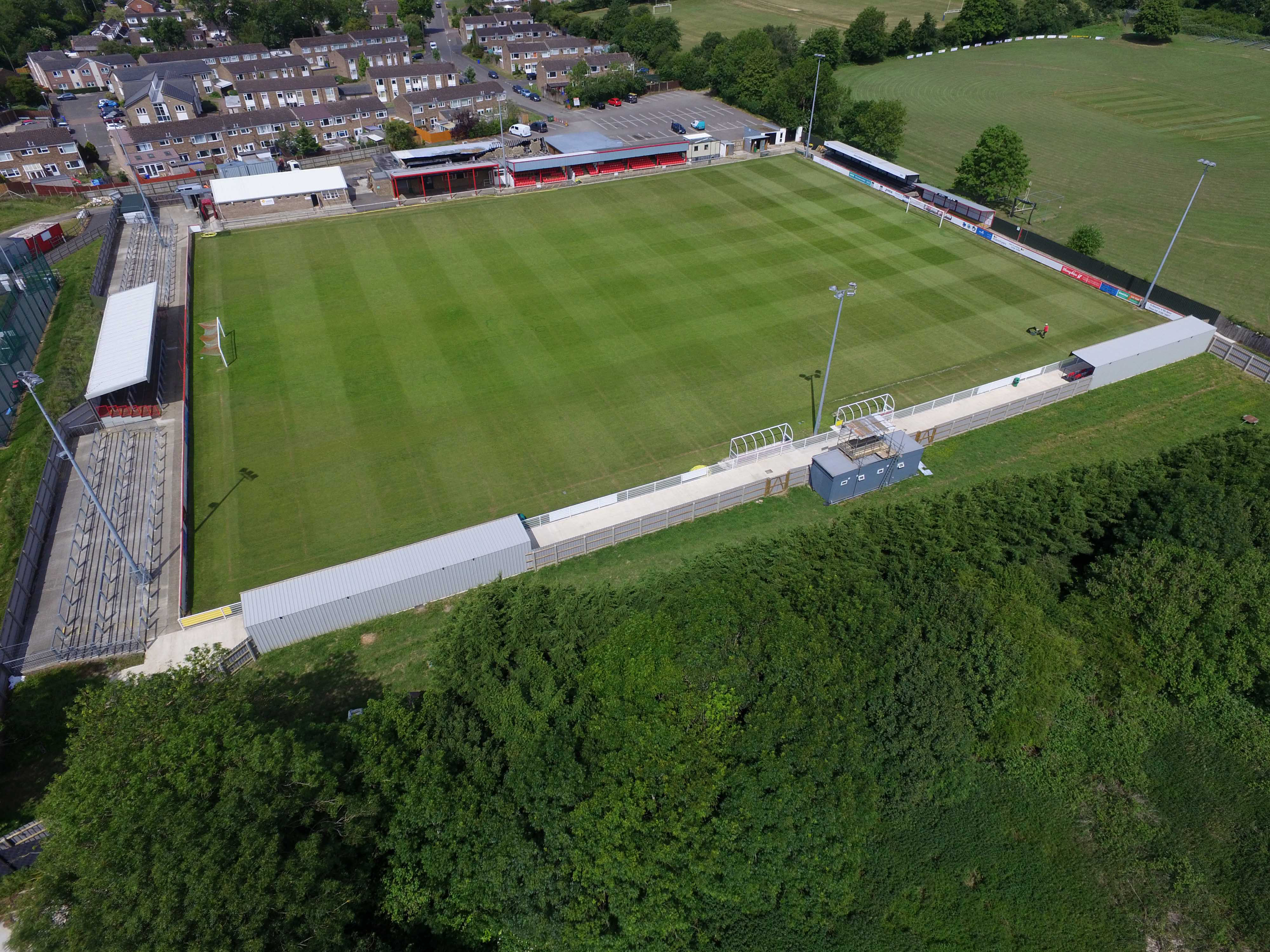
Vista aérea do St James Park, Brackley - julho de 2020

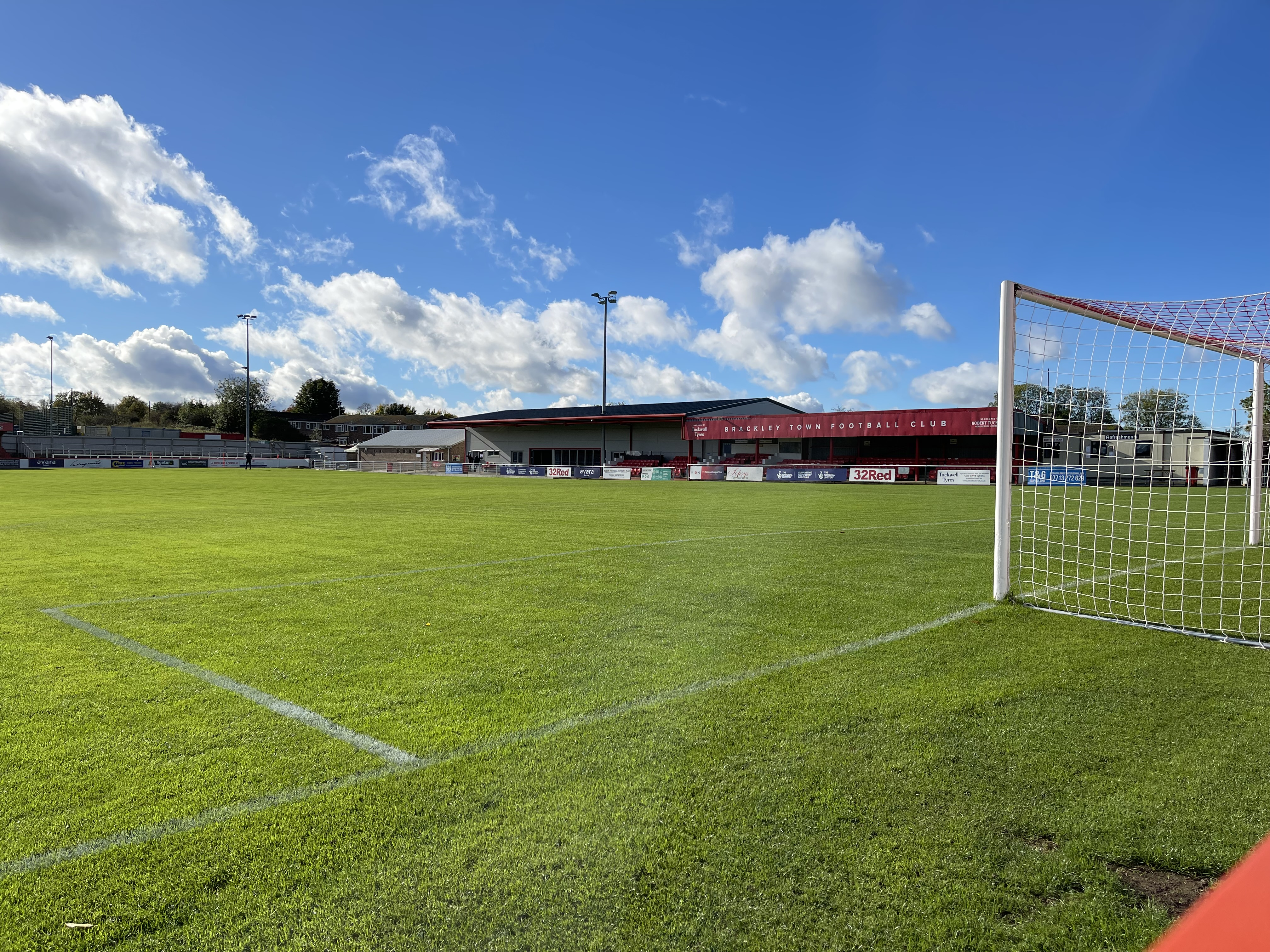
A arquibancada principal, em julho de 2021

O clube jogou em Manor Road desde sua fundação até 1968, quando se mudou para Buckingham Road, onde os jogadores trocavam de roupa em um pub próximo. Em sua primeira passagem pela Liga Sul, uma arquibancada de 300 lugares foi construída em uma linha lateral. O terreno tem atualmente capacidade para 3.500 lugares, dos quais 300 sentados e 1.500 cobertos.

## Diretoria atual
- Atualizado até 28 de julho de 2023.

### Conselho de Administração
| Posição                           | Nome             |
| --------------------------------- | ---------------- |
| Presidente                        | Francisco Oliver |
| CEO                               | Janene Butters   |
| Diretor                           | Matt Wise        |
| Chefe de administração de futebol | Tim Carroll      |
| Chefe de Varejo e Patrocínios     | Steve Goodman    |
| Chefe de mídia e design           | Chris Tymon      |
| Chefe de Proteção                 | Nick Zammit      |
| Fonte: Cidade de Brackley         |                  |

### Gestão de futebol
| Posição                                        | Nome           |
| ---------------------------------------------- | -------------- |
| Gerente                                        | Gavin Cowan    |
| Assistente                                     | Jamie Haynes   |
| Fisioterapeuta líder                           | Matt Firth     |
| Gerente de uniforme                            | Keith Marshall |
| Gerente do time feminino principal             | Holly Hare     |
| Treinador do time feminino principal           | Tom Summers    |
| Treinador adjunto da equipe principal feminina | Craig Tillyer  |
| Treinador adjunto da equipa principal feminina | Robyn Tillyer  |
| Fonte: Brackley Town                           |                |

## Títulos
- Troféu FA
  - Vencedores 2017–18
- Liga Sul
  - Campeão da Primeira Divisão 2011–12
  - Campeões da Divisão Um de Midlands 2006–07
- Liga Helênica
  - Campeões da Premier Division 1996–97, 2003–04
  - Vencedores da Copa Knock-Out 1982-83
  - Vencedores da Copa Suplementar 2003–04
- Liga dos Condados Unidos
  - Campeões da primeira divisão de 1983–84
- Copa Sênior de Northamptonshire
  - Vencedores 2010–11, 2011–12, 2014–15
- Taça Maunsell
  - Vencedores 2011–12, 2012–13

## Recordes
- Posição mais alta na liga: Segundo lugar na National League North, 2021–22
- Melhor desempenho na FA Cup: segunda rodada, 2013–14, 2016–17, 2020–21
- Melhor desempenho no Troféu FA: Vencedores, 2017–18
- Melhor desempenho do FA Vase: Terceira rodada, 1987–88
- Presença recorde: 3.015 contra Kidderminster Harriers, 14 de maio de 2023, final do play-off da Conference North[6]
- Mais aparições: Glenn Walker[7]
- Mais gols: Paul Warrington, 320[2]
- Taxa de transferência recorde recebida: £ 2.000 da cidade de Oxford para Phil Mason, 1998[2]